# Molinicos
Molinicos er en by og kommune i det sydøstlige Spanien i provinsen Albacete. Den har et indbyggertal på 785 (2024) indbyggere.